# Ali Dincer
Ali Dincer (9 de diciembre de 1976) es un deportista suizo que compitió en bobsleigh. Ganó una medalla de plata en el Campeonato Europeo de Bobsleigh de 2004, en la prueba cuádruple.

## Palmarés internacional
| Campeonato Europeo | Campeonato Europeo   | Campeonato Europeo | Campeonato Europeo |
| Año                | Lugar                | Medalla            | Prueba             |
| ------------------ | -------------------- | ------------------ | ------------------ |
| 2004               | Sankt Moritz (Suiza) | Medalla de plata   | Cuádruple          |